# Karel Erban (filolog)
Karel Erban (17. ledna 1901 Studenec – 19. února 1982 České Budějovice) byl český filolog, pedagog a básník.

## Život
| „                                                  | Moji předkové byli tkalci, rolníci a formané, a třebaže jsem se těmto rodovým tradicím na hony vzdálil, zůstala mi po nich jejich poezie, vůně režného plátna, formanský vůz s lucernou na líšni a s dalekými světy a dobrodružstvími (můj praděd jezdíval v době formanské slávy až do Brna a do Vídně), rodné brázdy v šíř i v dál a království pastýřů na konci léta. | “ |
| — Ze vzpomínkové knihy Karla Erbana Starý kalendář | |   |

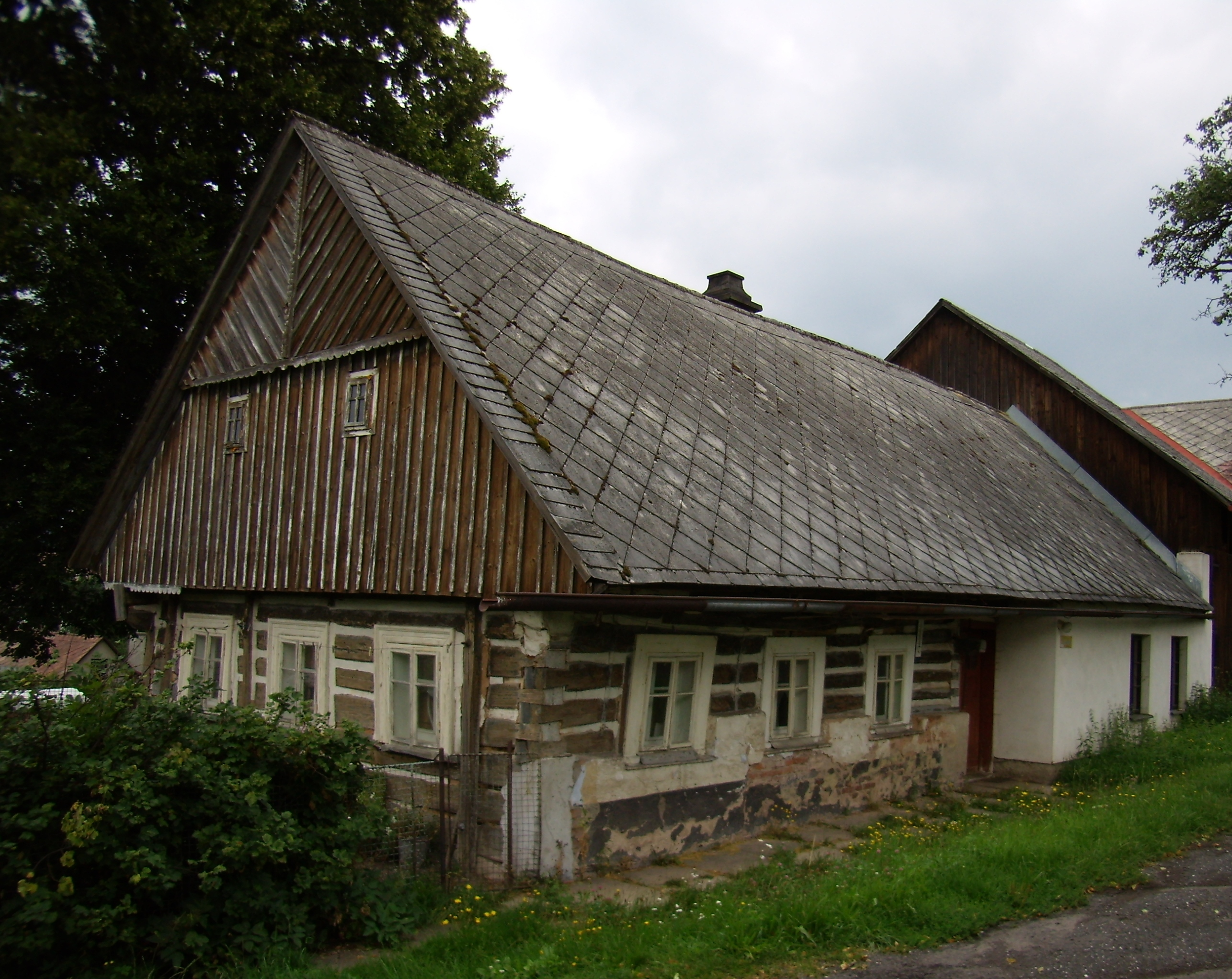
Roubená chalupa, ve které Karel Erban prožil dětství od svých 4 let (Studenec, okr. Semily, č.p. 62).

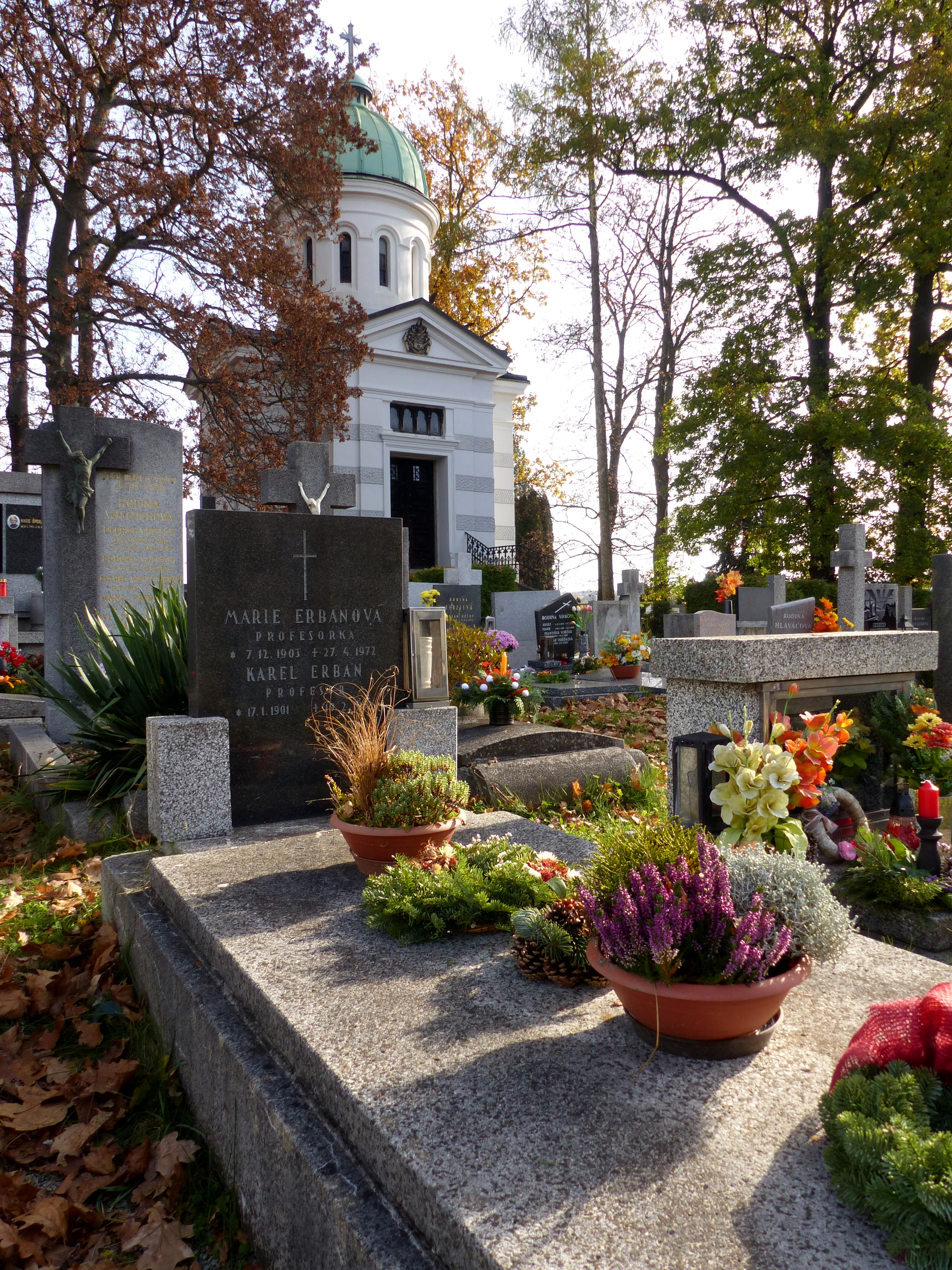
Hrob Karla Erbana na hřbitově v Mladém, České Budějovice

Narodil se jako nejmladší ze tří dětí 17. ledna 1901 v podkrkonošském Studenci v zemědělské rodině. Šestitřídní obecnou školu navštěvoval ve Studenci. Po maturitě na reálném gymnáziu v Jilemnici studoval v letech 1922–1927 obor čeština – němčina na filosofické fakultě Univerzity Karlovy v Praze. Zde byli jeho profesory např. Otokar Fischer, František Xaver Šalda či Emil Smetánka. Poté vyučoval jedenáct let na reálném gymnáziu ve Zvolenu a od roku 1938 trvale žil v Českých Budějovicích. V letech 1938–1952 pracoval jako středoškolský profesor na Gymnáziu J. V. Jirsíka (mezi jeho studenty patřili např. Věroslav Mertl či Miloslav Vlk), v letech 1952–1972 působil jako odborný asistent na českobudějovické pobočce Pedagogické fakulty Univerzity Karlovy, která se později stala Vyšší pedagogickou školou, respektive Pedagogickým institutem a Pedagogickou fakultou v Českých Budějovicích. Vedoucím katedry filologie a tedy jeho kolegyní zde v této době byla Zdeňka Bezděková. Byl ženat se středoškolskou profesorkou Marií Erbanovou (rozenou Jirounkovou). Vedle dcery Kamily (provdané Čechové) byl jeho synem významný jihočeský architekt, scénograf a grafik Libor Erban (1944–2002), vnukem je též překladatel, spisovatel a filosof Martin Čech (*1968) a kulturolog, prozaik a esejista Vít Erban (*1974). Publikovat své verše začal v roce 1919 a zejména ve 20. letech a první polovině 30. let knižně i časopisecky publikoval především své práce literární. V těchto letech jej silně ovlivnilo přátelství s Jakubem Demlem a Milošem Dvořákem, významný vliv ně něj měl také Otokar Fischer. Ve 30. a 40. letech se těžiště jeho publikační činnosti přesunulo do oboru české filologie. Od 2. poloviny 50. let se víceméně odmlčel, věnoval se téměř výhradně pedagogické činnosti, samostudiu a příležitostnému psaní pro vlastní potřebu. Vzhledem k jeho prohlubující se katolické spiritualitě mělo toto ústraní zejména od 70. let charakter vnitřního exilu. Zemřel 19. února 1982 v Českých Budějovicích, pohřben je v Mladém.

## Dílo
Knižně vydal čtyři básnické sbírky a dvě vysokoškolská skripta. Literárně publikoval také v časopisech (např. Cesta, Moderní revue, Sever a Východ, Lípa, Lumír, Horské prameny, Literární rozhledy, Rozpravy Aventina aj.), zvlášť bohatá je jeho publikační činnost v časopisech odborných (např. Časopis pro moderní filologii, Český jazyk, Naše řeč, Lidové noviny, Naše doba aj.). Od roku 1938 byl činným členem Společnosti pro slovanský jazykozpyt v Praze. S Výzkumným ústavem pedagogickým v Praze spolupracoval na návrhu pokusných osnov a učebnic českého jazyka pro základní školy, zpracoval také některá filologická hesla pro Ottův slovník naučný nové doby. Zvláštní pozornost věnoval dílu Karla Václava Raise, publikoval také o Josefovi Karlu Šlejharovi, Josefu Šírovi a zapomenutém básníku a studeneckém rodáku Janu Kociánovi. Velmi intenzivní byla jeho spolupráce se skladatelem Emilem Axmanem, který řadu jeho básní úspěšně zhudebnil a vydal pro sborový zpěv. V pozůstalosti se zachovala bohatá korespondence s významnými osobnostmi české kultury 20. a 30. let (Jakub Deml, Emil Axman, Otokar Fischer, Miloš Dvořák, Josef Knap, Jiří Haller aj.), několik rozpracovaných sbírek básní z pozdější doby a rukopis vzpomínek, který byl v roce 2000 vydán posmrtně. Ukázky z jeho básnického díla byly v témže roce publikovány v antologii Ivana Wernische Zapadlo slunce za dnem, který nebyl.

### Členství ve vědeckých společnostech
- Společnost pro slovanský jazykozpyt v Praze

### Básnické sbírky
- Chudý stůl: první lyrika. Turnov: Müller a spol., 1925.
- Krkonoše: druhá knížka lyrická. Turnov: Müller a spol., 1927.
- Vůz s plachtou: lyrika. Zvolen: vlastním nákladem, 1930.
- Sedm básní. Zvolen: vlastním nákladem, 1934.

### Zhudebněná díla
- Emil Axman; [slova] Karel Erban: Mamince na hrob: mužský sbor. Praha: Em. Starý, [1929].
- Emil Axman; na slova Karla Erbana: U plamene: pět písní pro vyšší hlas a klavír. Praha: Hudební matice Umělecké besedy, 1932.

### Učební skripta
- Význam slovních druhů a tvarů. Praha: Státní pedagogické nakladatelství, 1953.
- Větný význam slovních druhů a tvarů. 2., přeprac. vyd., Praha: Státní pedagogické nakladatelství, 1955.
- Větosloví. Praha: Státní pedagogické nakladatelství, 1955.

### Posmrtně vydané dílo
- Starý kalendář. Praha: Malá Skála, 2000.

### Ukázky z díla v antologiích
- Ivan Wernisch (ed.): Zapadlo slunce za dnem, který nebyl: zapomenutí, opomíjení a opovrhování / z jiné historie české literatury (léta 1850-1940) . Brno: Petrov 2000.

## Charakteristika tvorby a její ohlasy

### Literární tvorba
Erbanova poezie, ačkoliv má zejména zpočátku celou řadu vzorů, je charakteristická programovým odklonem od všech dobových literárních směrů a příklonem k individualitě prožitku a osobní zkušenosti. První dvě básnické sbírky Chudý stůl a Krkonoše, inspirované především poezií Karla Tomana, Viktora Dyka, Otokara Březiny a Otokara Fischera, jsou tematicky i formálně charakteristické emotivitou a mladickou bouřlivostí. Autor se vyrovnává s údělem „ztraceného syna“, který opustil svůj rodný kraj, ale skrze základní a existenciální, až archetypální lidské prožitky (smrt rodičů, láska, samota, vztah k Bohu…) se k němu neustále navrací, začíná jej chápat a splývá s jeho neklidným, horským rytmem, z něhož čerpá prudkou sílu a vášnivé odhodlání k životu. Ve sbírce Krkonoše navíc využívá hovorových obratů a epických prvků lidové písně. Naopak v pozdějších dvou sbírkách Vůz s plachtou a Sedm básní, vydaných jako soukromé tisky, se tón i forma výrazně zklidňují, zbavují se vyhraněného subjektivismu prvních dvou sbírek, soustředí a zvnitřňují. Autor v nich už nachází svůj vlastní specifický styl. Ačkoli se verše ve vzpomínkách stále vracejí do rodných Krkonoš (ve sbírce Vůz s plachtou se některé inspirují též slovenskou horskou krajinou), ztrácejí svou romantickou bouřlivost a spolu s jazykovou úsporností a koncentrovaností nabývají charakteru silných obrazů a okamžiků trvale zachycených v paměti. Pročišťují se k intenzivní, oslnivě magické čistotě dětského prožitku a vyznačují se až přeludným balancováním na rozhraní světla a tmy, prolínáním skutečnosti se sněním, fantazií a pohádkovým vyprávěním. Také posmrtně vydaný Starý kalendář (v rukopise nesoucí název Domove) je autorovou zralou vzpomínkou na dětství, kde se rytmus církevního roku prolíná s přírodními rytmy podhorské krajiny. Okouzlený pohled dítěte na každodenní život chudé vesnice na počátku 20. století se tu mísí s pevně zakotvenou katolickou spiritualitou, idealizací a patosem ohlédnutí z druhého konce života. Erban zde nezapře zkušeného a citlivého stylistu obdařeného schopností smyslové evokace. Převážně kladného přijetí se dočkala Erbanova první sbírka Chudý stůl, který velmi ocenil např. Josef Knap či Antonín Matěj Píša, kteří v Erbanových raných verších shledali mimořádně slibný a výjimečný talent. Podobně, i když s výhradami, sbírku ocenili též Miroslav Rutte a František Götz. Zcela přezíravého odsudku se jí naopak dostalo od Františka Xavera Šaldy. Druhou sbírku Krkonoše už označil A.M. Píša za „neočekávané zplanění talentu“. Pozdější dvě básnické sbírky (vydané vlastním nákladem jako soukromé bibliofilské tisky pro okruh nejbližších přátel) Vůz s plachtou a Sedm básní literární kritika většinou nezaregistrovala, výjimkou jsou pochvalné recenze sbírky Vůz s plachtou od Josefa Knapa a Antonína Grunda. Posmrtně ocenil Radim Kopáč poslední sbírku Sedm básní jako „poučenou a soustředěnou knížku zralého básníka“. Od stejného kritika se velmi kladného přijetí dočkal též posmrtně vydaný rukopis vzpomínek Starý kalendář.

### Odborné práce
Ve své odborné činnosti se Erban zabýval např. syntaktickou problematikou, otázkou jazykové správnosti, funkcí cizích slov v češtině a problematikou počešťování cizích jmen, výrazovými prostředky v mluvené (lidové) řeči a v literárním realismu, literárním impresionismem a expresionismem, kvantitou, pauzou, rytmem a metrem v českém verši, obrazným a neobrazným stylem, metaforou a frází. V mnohých tématech dokázal rozproudit poměrně živé diskuzní reakce a ohlasy. V otázkách jazykové správnosti vedl polemiku zejména s Jiřím Hallerem. V této diskuzi, vyvolané Ivanem Olbrachtem v reakci na Hallerovu jazykovědnou kritiku knihy Duše a slovo Otokara Fischera, Erban odmítal čistě puristické hledisko a přimlouval se za posuzování jazyka z hlediska účelnosti a autorského záměru, který je třeba jasně odlišovat od skutečné jazykové ledabylosti. Poměrně současné názory zastával svojí předválečnou kritikou počešťování cizích jmen, upozorňováním na mnohdy neuvážené a nevhodné poválečné přejmenováváním ulic a veřejných prostranství či svojí kritikou poválečného návrhu na povinné změny německých příjmení. Tyto články vzbudily diskuzní reakce např. Bohuslava Hály, Josefa Vítězslava Šimáka či Josefa Beneše (rekapitulaci této polemiky v současné době podala např. Jana Matúšová). Erbanovy statě na téma metafory a kvantity v českém verši podrobil kritice Pražský lingvistický kroužek zejména v osobě Romana Jakobsona. Naprostá nekompatibilita názorů zde vyplývala především ze zcela odlišné metody a úhlu pohledu, neboť Erban se těmto tématům věnoval z hlediska psychologické estetiky a sledoval v těchto literárních jevech především jejich schopnost umělecky působit, což se strukturalistickým lingvistům jevilo jako nekompetentní a málo exaktní. V osobní korespondenci vyjadřoval v tomto Erbanovi podporu spisovatel, redaktor a literární historik Jan Vojtěch Sedlák s odkazem na Josefa Durdíka. Zvlášť prudkou polemiku vyvolal Erban svými statěmi na téma stylu a slohu literární kritiky, ve kterých upozorňoval na občasnou přemíru literární metaforičnosti (na úkor věcné analýzy), která mnohdy literární text „dobásňuje“ a zbytečně se tak staví mezi čtenáře a jeho autora. Tyto vcelku věcné, neútočné a na mnoha příkladech založené statě (byť v posledku zpochybňující samotný smysl a účel literární kritiky) mu vynesly velice ostré až dehonestující reakce Františka Xavera Šaldy, jehož styl Erban při vší úctě k jeho osobě i dílu uváděl jako příklad „impresionismu“ tehdejší literární kritiky (byť hlavní díl Erbanových výhrad směřoval spíše k mladším kritikům, kteří se Šaldův styl pokoušeli pouze formálně napodobovat). Za F.X. Šaldu se v tomto nicméně postavil také Pavel Eisner. Ze současných jazykovědců se k tématu Šaldova kritického stylu vrátil a polemiku objektivně rekapituloval např. Milan Jelínek.